# 푸코의 진자

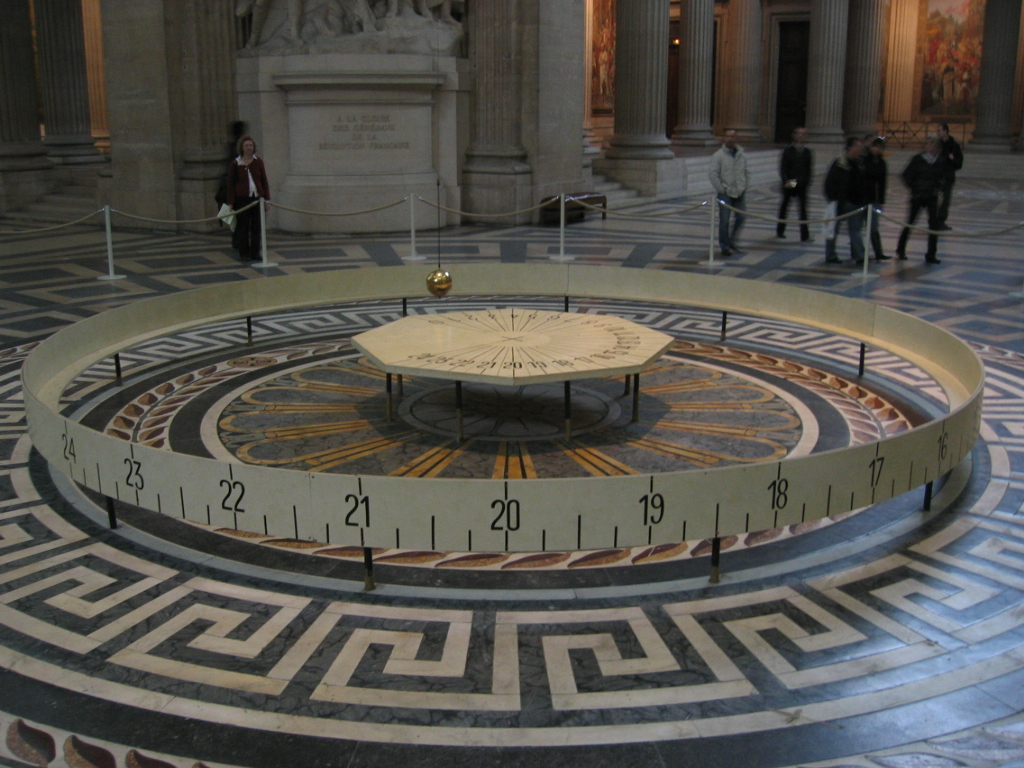
프랑스 팡테옹에 설치된 푸코의 진자

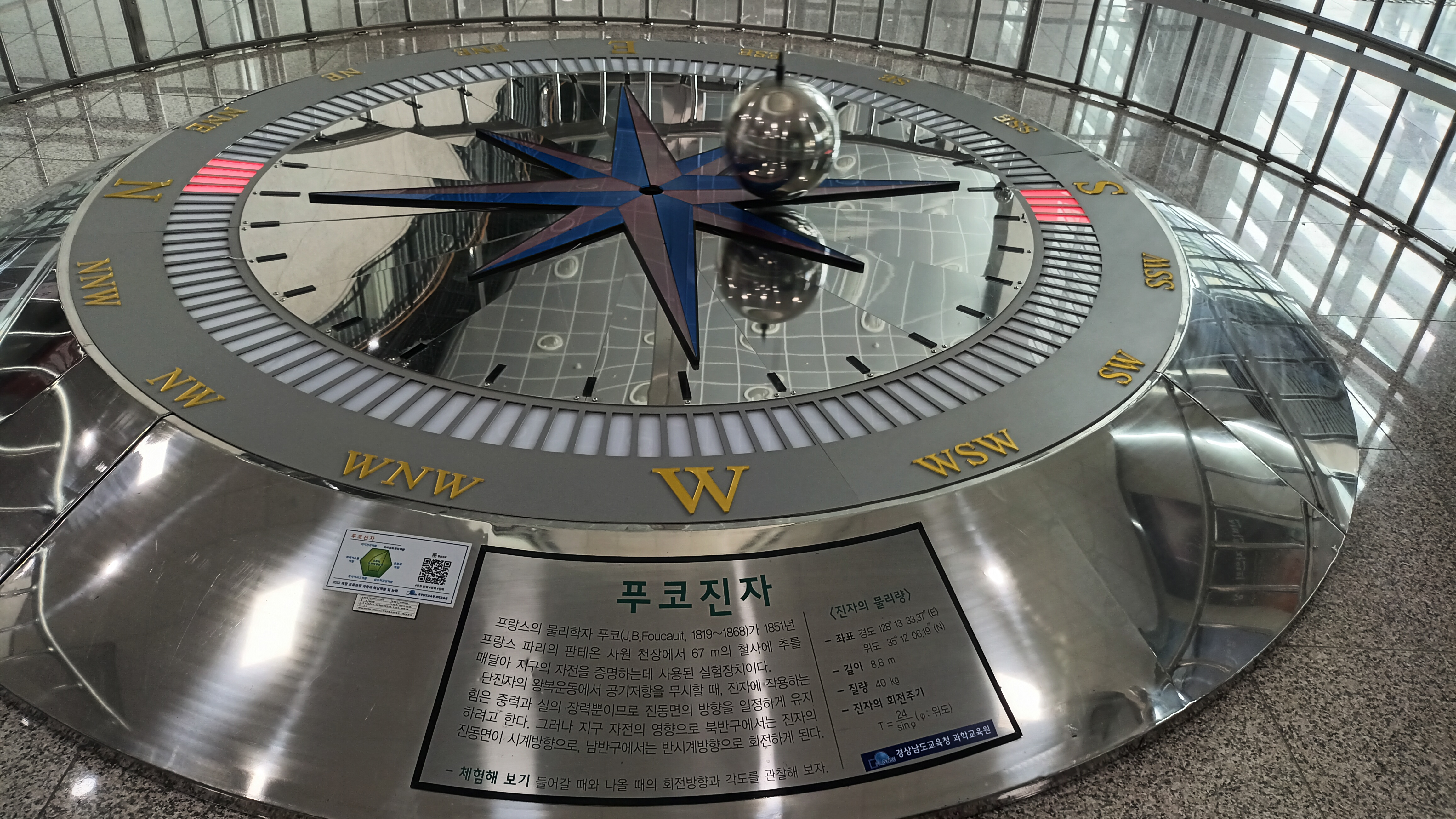
경상남도과학교육원 과학관 내 전시된 푸코의 진자
, 길이 8.8 m, 질량 40 kg

푸코의 진자는 진자의 일종으로, 프랑스의 과학자 레옹 푸코가 지구의 자전을 증명하기 위해 고안해 낸 장치이다. 지구가 자전한다는 사실은 오래전부터 알려진 사실이었지만, 그것을 눈으로 볼 수 있는 실험으로 증명한 첫 사례가 바로 이 푸코의 진자라 할 수 있다.
1851년 푸코는 팡테옹의 돔에서 길이 67 m의 실을 내려뜨려 28 kg의 추를 매달고 흔들었고, 시간이 지남에 따라 진동면이 천천히 회전하였다. 일반적으로 진자에 작용하는 힘은 중력과 실의 장력뿐이므로 일정한 진동면을 유지해야 하지만(여기서 공기의 저항은 무시하도록 한다), 진자를 장시간 진동시키면 자전 방향의 반대 방향으로 돌게 된다. 이는 지면이 회전하는, 다시 말해 지구가 자전하는 것을 입증했다고 할 수 있다.

## 역사
푸코는 1851년 파리 천문대의 자오선에서 푸코 진자를 첫 공개했고, 몇 주 후 푸코는 더 큰 푸코 진자를 만들었다. 푸코는 이를 파리의 판테온 돔에 매달았는데 자그마치 67m의 줄에 황동 코팅이 된 28kg짜리 납 진자를 매달은 것이라고 한다. 추의 진동면은 32.7시간마다 완전한 원을 만들면서 시계방향으로 매 시간 11도씩 회전했다고 한다. 1851년 판테온에서 사용된 기존의 진자는 1855년에 파리의 프랑스 국립 과학 연구원으로 옮겨졌다.
1990년대에 박물관의 재건축 동안 기존의 진자는 임시적으로 1995년에 판테온에서 전시가 되었다. 하지만 프랑스 국립 과학 연구원으로 다시 돌아갔고, 2010년 4월 6일에 프랑스 국립 과학 연구원의 진자를 매달은 줄이 추와 박물관 대리석 바닥에 수리가 불가능한 파손을 일으키면서 끊어졌다. 현재는 파리의 판테온 돔 아래에서 기존의 진자의 정확한 복제품이 1995년 이후 영구적으로 진동하고 있다.

## 과학사적 의미
지구의 자전은 푸코보다 200년 앞서 통상적으로 믿어지기 시작했다. 하지만 모두 이렇다할 증거나 증명 없이, 심증과 생각, 그리고 빈약한 증거만으로 자전현상을 설명해왔다. 이러한 상황에서 푸코의 진자 실험은 역사상 최초로 지구의 자전을 실험적으로 증명했다는 것에서 그 의미가 크다.

## 원리
푸코 진자는 진동면이 수직면이면서 자유롭게 진동하는 큰 진자로 구성된다. 실제 진동면은 지구를 기준으로 비교했을 때 회전을 한다. 사실 그 진동면은 공간에 고정이 되고 반면에 지구가 그 추의 아래에서 매 항성일마다 한 번씩 회전을 한다. 북극 혹은 남극 중 한 장소에서 추의 진동면은 그 아래에서 지구가 회전을 하는 동안 우주의 먼 질량들을 기준으로 했을 때 고정 상태가 된다. 그리고 그 진동면은 매 항성일마다 한 바퀴의 회전을 한다. 그래서 지구를 기준으로 볼 때 북극에서의 진동면은 하루 동안에 완전한 시계방향의 회전 한 바퀴를 돌게 된다. 즉. 북극에서의 축은 시계방향으로 돈다.
푸코의 추가 적도에서 매달려 있다면 진동면은 지구를 기준으로 볼 때 고정이 된다. 다른 위도에서는 진동면은 지구를 기준으로 볼 때 극지방에 비해서는 느린 속도로 전진한다. 여기서 항성일당 시계방향으로의 이동 각도의 크기를 ω이라 할 때 ω는 위도, φ에 사인 값을 취한 것에 비례한다.
{\displaystyle \omega =360^{\circ }\sin \varphi .}
적도를 기준으로 상보적으로 북반구의 위도는 양수, 남반구의 위도는 음수로 정의가 된다. 예를 들자면, 지구에 속한 관찰자가 위에서 쳐다본다면 남위 30도에 있는 푸코 진자는 이틀 동안 시계반대방향으로 360도를 회전한다는 것을 알 수 있는 것이다.
지구의 자전을 위도의 의존성 없이 보이기 위해서 푸코는 1852년의 실험에서 자이로스코프를 사용했다. 자이로스코프의 회전자는 직접적으로 별들의 이동을 따라간다. 이 때 자이로스코프의 기하학적 비대칭의 결과로 추에 가해지는 비균형의 코리올리 힘에 적용을 받지 않는다. 그래서 이의 회전축은 어느 위도이건 무관하게 하루가 지난 다음 지구를 축으로 하는 원래의 위치로 되돌아 오게 되는 것이 관측된다.

## 관련된 물리적 개념

푸코의 진자.각속도(푸코진자의 수평방향 각속도)로 회전하는 계에서 보았을 때 진자는 단순히 단진자 운동을 하는 것을 알 수 있다.

함께 회전을 하지는 않지만 지구와 나란히 움직이는 관성계에서 볼 때 추의 고정점은 매 항성일마다 경로를 따라간다. 파리와 같은 위도의 지역에서 온전한 전진 회전운동의 주기는 32시간인데 이를 다시 말하면 한 항성일이 지난 후 지구가 한 항성일 이전에 같은 방향으로 되돌아오면 진동면은 90도를 회전한다는 것을 의미한다. 만약 진동면의 시작이 북쪽-남쪽 방향이었다면 한 항성일이 지난 후에는 동쪽-서쪽 방향이 되는 것이다. 이는 운동량의 변화가 있었다는 것을 의미하는데 지구와 진자는 운동량을 교환하기는 했지만 지구는 진자보다 훨씬 더 중량이 크기 때문에 지구의 운동량 변화는 알아차릴 수 없다는 것이 문제이다. 또한 진자의 진동면이 변할 수 없다는 것을 의미하는 불변의 법칙을 바꾸는데 큰 영향을 끼쳤다.
운동량의 변화를 이용해서 설명하기는 힘들지만 병렬전송을 이용하면 진동면의 전진 회전운동을 보다 효과적으로 설명할 수 있다. 이 때문에 전진 회전운동률이 지구 자전의 각속도를 지구에 정방향으로 투시된 값에 비례하다고 가정할 수 있는 것이다. 이는 또한 진동면이 병렬전송을 겪을 것이라는 것을 의미한다. 초기점과 마지막의 위치 차이는 α = −2 sin(φ)이다. 이 경우 가우스 보넷 정리가 적용된다. 그리고 α는 또한 추의 기하학적 위상이라고도 불린다. 그러므로 지구상에서의 운동을 분석할 때는, 지구는 관성계가 아니라 오히려 지역적 수직선을 중심으로 하루에 2π sin(φ) 라디안의 유효율로 회전한다고 볼 수 있는 것이다. 즉, 지구의 표면에 접하는 원추 내에서 병렬전송을 사용하는 간단한 방법은 푸코 진자의 진동면의 회전 각도를 설명하는데 이용될 수 있다는 것을 의미한다.
지구상의 좌표 시스템은 x 축이 동쪽을 향하고 y 축이 북쪽을 향하는데, 이의 관점에서 볼 때 추의 전진 회전운동은 코리올리 힘에 의해서 설명됨을 알 수 있다. 각 근사치에서 고유주파수 ω를 가진 평면의 추를 고려해보면 진자에 가해지는 힘이 두 종류 있음을 알 수 있다. 그 두 종류의 힘은 중력과 와이어에 의해서 작용되는 복원력과 코리올리 힘을 의미한다. 위도 φ에서의 코리올리 힘은 다음과 같이 주어진다.
{\displaystyle F_{c,x}=2m\Omega {\dfrac {dy}{dt}}\sin(\varphi )}
{\displaystyle F_{c,y}=-2m\Omega {\dfrac {dx}{dt}}\sin(\varphi )}
Ω는 지구 자전의 각진동수이다.
Fc,x는 코리올리 힘의 x 축 성분이고, Fc,y는 코리올리 힘의 y 축 성분이라고 할 수 있다.
약간의 근사를 이용하여 복원력을 나타내면 다음과 같다.
{\displaystyle F_{g,x}=-m\omega ^{2}x}
{\displaystyle F_{g,y}=-m\omega ^{2}y.}
여기에 뉴턴의 운동법칙을 적용하면 다음의 식이 나오게 된다.
{\displaystyle {\dfrac {d^{2}x}{dt^{2}}}=-\omega ^{2}x+2\Omega {\dfrac {dy}{dt}}\sin(\varphi )}
{\displaystyle {\dfrac {d^{2}y}{dt^{2}}}=-\omega ^{2}y-2\Omega {\dfrac {dx}{dt}}\sin(\varphi )\,.}
이제, 이를 극좌표계로 바꿔주면,
z = x + iy는 아래의 식이 나옴을 알 수 있다.
{\displaystyle {\frac {d^{2}z}{dt^{2}}}+2i\Omega {\frac {dz}{dt}}\sin(\varphi )+\omega ^{2}z=0\,.}
마지막으로 이 식을 풀어보겠다.
{\displaystyle z=e^{-i\Omega \sin(\varphi )t}\left(c_{1}e^{i\omega t}+c_{2}e^{-i\omega t}\right)\,.}
이제 시간이 단위를 일로 맞추어주면 Ω = 2π 가 되고 우리는 진자가 한 항성일 동안 −2π sin(φ) 크기의 각도로 회전함을 알 수 있다.

## 코리올리 효과
코리올리 효과 (Corioli's effect)는 회전하는 계에서 느껴지는 관성력으로, 1835년 프랑스의 과학자 코리올리가 처음 설명해 냈다. 진자는 정확한 수직면에서 흔들리기 시작하는데, 진동하는 수직축에 대해 몇 시간의 주기 동안 천천히 옆돌기를 한다. 진자가 긴 시간의 주기 동안에 자유로이 계속하여 흔들릴 수 있도록, 추는 무거운 것으로 하고 줄은 아주 길게 한다.
질량 m인 흔들이 추의 운동의 중심을 원점으로 택하고, 이때 벡터 {\displaystyle \mathbf {r} }은 진자의 작은 진동에 대해 거의 수평이다. 북반구에서
{\displaystyle \mathbf {\Omega } }는 수직과 예각을 이룬다. 줄의 장력을 {\displaystyle \mathbf {\tau } } 라고 쓰고, 보정된 중력을 {\displaystyle \mathbf {g_{e}} =\mathbf {g} -m\mathbf {\Omega } \times (\mathbf {\Omega } \times \mathbf {r} )} 라고 생각하고, 회전좌표계에서 원심력을 무시하면 추의 운동방정식은 다음과 같이 전개 된다.
{\displaystyle m{\frac {d'^{2}\mathbf {r} }{dt^{2}}}=\mathbf {\tau } +m\mathbf {g_{e}} -2m\mathbf {\Omega } \times {\frac {d'\mathbf {r} }{dt}}}
코리올리 힘에 의해 진자는 수평방향으로 일정한 각속도{\displaystyle \mathbf {w} }로 진동을 하게 된다. 그리고 {\displaystyle \mathbf {\hat {z}} } 을 회전축을 삼고, {\displaystyle \mathbf {w} }로 회전하는 좌표계를 새로 도입하면 이 계에 대한 시간 도함수는 {\displaystyle {\frac {d''}{dt}}} 로 나타날 것이다. 그러므로 {\displaystyle {\frac {d'\mathbf {r} }{dt}}}를 {\displaystyle {\frac {d''r}{dt}}}로 나타낸 것은 다음과 같다.
{\displaystyle {\frac {d'\mathbf {r} }{dt}}={\frac {d''\mathbf {r} }{dt}}+\mathbf {w} \mathbf {\hat {z}} \times \mathbf {r} }
{\displaystyle {\frac {d'^{2}\mathbf {r} }{dt^{2}}}={\frac {d''\mathbf {r} }{dt}}+\mathbf {w^{2}} \mathbf {\hat {z}} \times (\mathbf {\hat {z}} \times \mathbf {r} )+2\mathbf {w} \mathbf {\hat {z}} \times {\frac {d''\mathbf {r} }{dt}}}
이를 추의 운동방정식에 적용하면 다음과 같은 식이 된다.
각속도{\displaystyle \mathbf {w} }로 회전을 하는 좌표계를 중심으로 나타내면 다음과 같다.
{\displaystyle {\frac {d''^{2}\mathbf {r} }{dt^{2}}}=\mathbf {\tau } +m\mathbf {g_{e}} --2m\mathbf {\Omega } \times ({\frac {d''\mathbf {r} }{dt}}+\mathbf {w} \mathbf {\hat {z}} \times \mathbf {r} )-2m\mathbf {w^{2}} \mathbf {\hat {z}} \times (\mathbf {\hat {z}} \times \mathbf {r} )-2m\mathbf {w^{2}} \mathbf {\hat {z}} \times {\frac {d'\mathbf {r} }{dt}}}
{\displaystyle =\mathbf {\tau } +m\mathbf {g_{e}} -2m\mathbf {w} \mathbf {\hat {z}} \times (\mathbf {\hat {z}} \times \mathbf {r} )-m\mathbf {w^{2}} \mathbf {\hat {z}} \times (\mathbf {\hat {z}} \times \mathbf {r} )-2m(\mathbf {\Omega } +\mathbf {\hat {z}} \mathbf {w} )\times ({\frac {d''\mathbf {r} }{dt}})}
{\displaystyle =\mathbf {\tau } +m\mathbf {g_{e}} -m(2w\mathbf {\Omega } \mathbf {r} )+\mathbf {w^{2}} \mathbf {\hat {z}} \mathbf {r} )\mathbf {\hat {z}} +m(2w\mathbf {\hat {z}} \mathbf {\Omega } +\mathbf {w^{2}} )\mathbf {r} -2m(\mathbf {\Omega } +\mathbf {\hat {z}} w)\times {\frac {d''\mathbf {r} }{dt}}}
위의 식에서 오른쪽에 있는 모든 벡터는 마지막 항을 빼고는 진자가 있는 수직면에 있다. 하지만 작은 진동에 대해 {\displaystyle {\frac {d''\mathbf {r} }{dt}}} 이 실제로 수평이므로, {\displaystyle \mathbf {\Omega } +\mathbf {\hat {z}} w}를 수평으로 만들어 마지막 항도 이 수직면에 있도로 할 수 있다.
{\displaystyle \mathbf {\hat {z}} (\mathbf {\Omega } +\mathbf {\hat {z}} w)=0}
{\displaystyle w=-\mathbf {\Omega } \cos \theta }
{\displaystyle \mathbf {\Omega } }는 돌고있는 지구의 각속도이고, {\displaystyle \mathbf {w} }는 지구에 대해 돌고있는 좌표계의 각속도이다. {\displaystyle \theta }는 지구 축과 수직사이의 각이다. 수직은 {\displaystyle \mathbf {g_{e}} } 방향을 따른다.
위의 식을 보면 결과적으로 지구에서 푸코의 진자는 각속도 {\displaystyle \mathbf {w} } 로 옆으로 회전한다는 것을 말한다. 북반구에서 내려다 볼 때 그 회전은 시계방향이 된다.

## 세계의 푸코 진자
대한민국
- 부산광역시 부경대학교
- 서울특별시 교육정보연구원 남산 탐구장
- 인천광역시 영종도 과학전시관
- 서울특별시 남산 어린이회관
- 진주시 경상남도과학교육원 과학관 1층
- 국립청소년우주센터(국내최장)
- 울산광역시 울산과학고등학교 (USHS)

 프랑스
- 파리 판테온

그 외의 다양한 나라의 푸코 진자는 아래 참조문서를 참고하라. 

## 같이 보기
- 코리올리 효과